# Tamara Funiciello

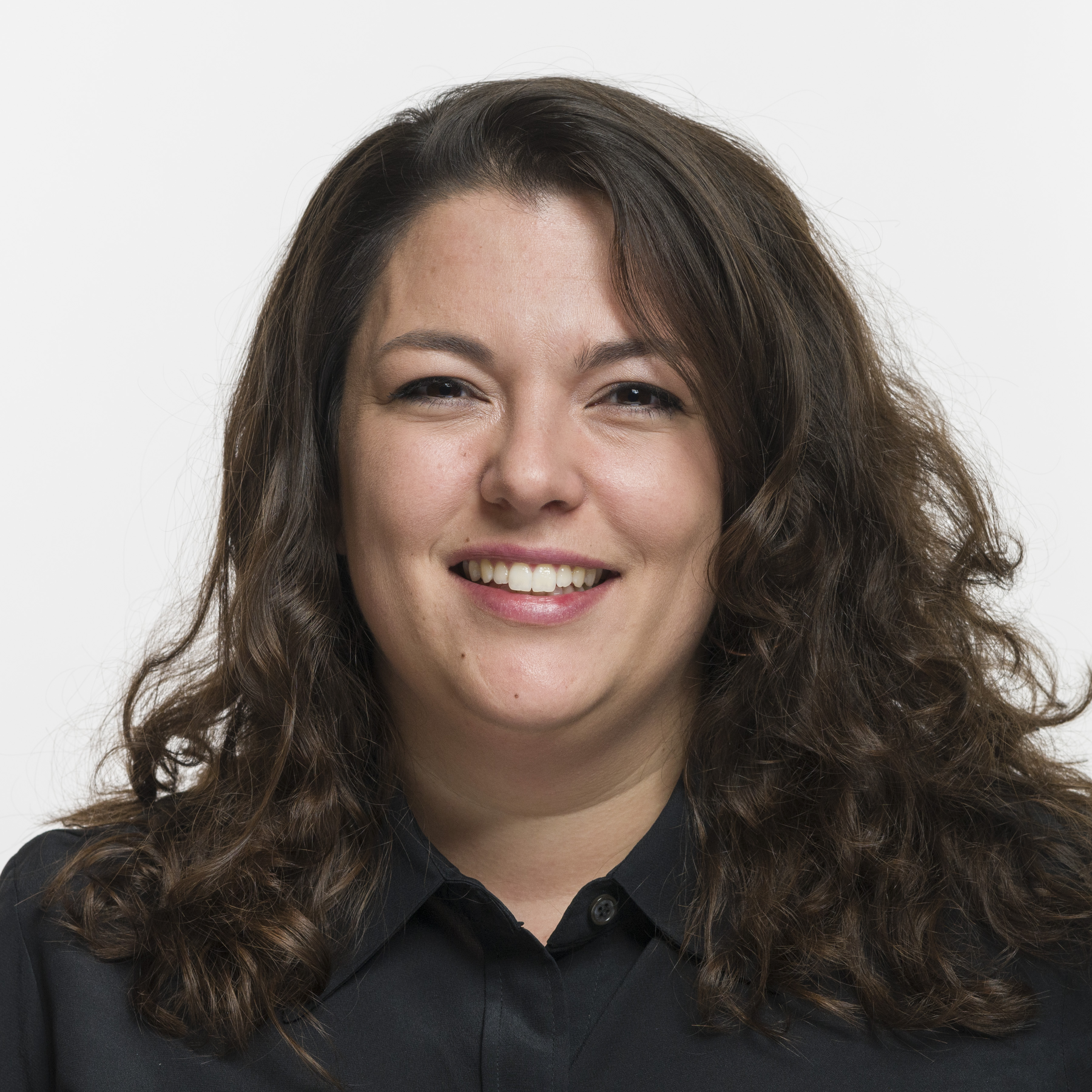
Tamara Funiciello (2019)

Tamara Funiciello (* 20. März 1990 in Bern; heimatberechtigt in Gurbrü) ist eine Schweizer Politikerin (SP).

## Biografie
Funiciello ist die Tochter einer Detailhandelsangestellten und eines Fabrikarbeiters. Die schweizerisch-italienische Doppelbürgerin wurde in Bern geboren, wuchs jedoch auf Sardinien auf. Um die Jahrtausendwende zog die Familie erneut nach Bern. Funiciello absolvierte die Matura, begann ein Studium in Internationalen Beziehungen an der Universität Genf und wechselte für das Studium von Geschichte und Sozialwissenschaften an die Universität Bern. Vor ihrer Zeit als Präsidentin der Juso Schweiz arbeitete sie als Lagermitarbeiterin, Büro- und Serviceangestellte sowie als Gewerkschaftssekretärin bei der Unia. Funiciello spielte in der Schweizer Landhockey-Nationalmannschaft und gewann Gold an der U21-Europameisterschaft der C-Division. In einem im Juni 2019 veröffentlichten Interview mit dem Magazin nahm Funiciello erstmals öffentlich Stellung zu ihrer Sexualität und outete sich als bisexuell. Bei ihrer Wahl als Nationalrätin war sie die erste Frau im Schweizer Parlament, die ihre Liebe zu Frauen öffentlich machte.

## Politischer Werdegang
Funiciello startete ihre politische Laufbahn als Vorstandsmitglied der vorsitzlosen Stadtberner Juso, später war sie Präsidentin der Juso Kanton Bern und der den Sandinisten nahestehenden Hilfsorganisation JuBria. Weiter amtete sie als Mitglied in der Geschäftsleitung der SP Kanton Bern. Am 18. Juni 2016 erreichte sie im ersten Wahlgang die absolute Mehrheit als vierte und erste weibliche Präsidentin, seitdem die Juso 2008 wieder ein Präsidium eingeführt hatten. Am 4. Dezember 2016 wurde Funiciello in Nachfolge von Fabian Molina zur Vizepräsidentin der SP Schweiz gewählt. Seither gehört sie auch der Geschäftsleitung der SP Schweiz an.
Funiciello ist Feministin und setzt sich mit dem Thema Sexismus und Gewalt an Frauen auseinander. Als Sozialistin strebt sie eine gewaltlose Überwindung des Kapitalismus hin zu einem demokratischen Sozialismus an.
Bei den Wahlen am 27. November 2016 wurde Funiciello als Vertreterin der Juso in den Berner Stadtrat (Legislative) gewählt. Bei den Wahlen am 25. März 2018 wurde sie als Vertreterin der SP in den Grossen Rat des Kantons Bern gewählt, worauf sie aus dem Stadtrat zurücktrat. Ihr Amt als Präsidentin der Juso gab sie nach drei Jahren per Ende August 2019 ab. Ihre Nachfolgerin wurde Ronja Jansen. Bei den Parlamentswahlen vom 20. Oktober 2019 wurde Funiciello auf der Liste der Berner SP-Frauen in den Nationalrat gewählt, wo sie Einsitz in der Rechtskommission nahm. Den Sitz im Grossen Rat gab sie daraufhin ab.
Am 29. Februar 2020 wurde Funiciello im ersten Wahlgang zur neuen Co-Präsidentin neben Martine Docourt der SP Frauen Schweiz gewählt.
Am 15. Januar 2021 übernahm sie die Patenschaft für Mikalaj Dzjadok, einen Aktivisten und politischen Gefangenen aus Belarus.

## Mediale Aufmerksamkeit
Grössere mediale Aufmerksamkeit erfuhr Funiciello im Jahr 2017 durch eine politische Aktion, bei der sie und weitere weibliche Parteimitglieder sich mit der Verbrennung eines Büstenhalters und entblösstem Oberkörper gegen Sexismus wehrten, und 2018 mit ihrer Kritik am Song 0-7-9 des Popduos Lo & Leduc, den sie im Interview mit TeleBärn als sexistisch bezeichnete. Die Zeitung Schaffhauser Nachrichten druckte eine Karikatur mit ihrer (öffentlich abrufbaren) Mobiltelefonnummer ab. Funiciello erhielt daraufhin Beleidigungen und Drohungen. Der Presserat rügte die Veröffentlichung. Im Februar 2019 besuchte sie einige Kommentarschreiber, um im Gespräch mit ihnen etwas über die Hintergründe von Hate Speech im Internet zu erfahren.